# Akhisar Belediye Gençlik ve Spor 2011-2012
Questa voce raccoglie le informazioni riguardanti l'Akhisar Belediyespor nelle competizioni ufficiali della stagione 2011-2012.

## Avvenimenti
La società vince la TFF 1. Lig ottenendo la promozione nella massima divisione turca. In coppa passa il secondo turno contro l'Altay ma al terzo turno il Kayserispor estromette la squadra dal torneo.

## Organico

### Rosa
| N. |                    | Ruolo | Calciatore         |
| -- | ------------------ | ----- | ------------------ |
| 1  | Turchia (bandiera) | P     | Emrah Tuncel       |
| 3  | Turchia (bandiera) | D     | Serkan Yalçın      |
| 4  | Turchia (bandiera) | D     | Çağdaş Atan        |
| 5  | Turchia (bandiera) | D     | Kürşat Duymuş      |
| 6  | Turchia (bandiera) | C     | Merter Yüce        |
| 7  | Cipro (bandiera)   | C     | Kenan Özer         |
| 8  | Nigeria (bandiera) | A     | Gideon Adinoy Sani |
| 9  | Turchia (bandiera) | A     | Mert Kaytankaş     |
| 10 | Turchia (bandiera) | C     | Anıl Taşdemir      |
| 11 | Turchia (bandiera) | C     | Sertan Vardar      |
| 14 | Turchia (bandiera) | C     | Emin Aladağ        |
| 15 | Turchia (bandiera) | D     | Uğur Demirok       |
| 18 | Turchia (bandiera) | P     | Oğuz Dağlaroğlu    |
| 19 | Senegal (bandiera) | D     | Ibrahima Sonko     |
| 20 | Turchia (bandiera) | C     | Ahmet Cebe         |

| N. |                    | Ruolo | Calciatore           |
| -- | ------------------ | ----- | -------------------- |
| 21 | Turchia (bandiera) | C     | Mustafa Aşan         |
| 22 | Turchia (bandiera) | C     | Güray Vural          |
| 24 | Camerun (bandiera) | A     | Severin Brice Bikoko |
| 25 | Brasile (bandiera) | C     | Diego Lima           |
| 34 | Turchia (bandiera) | C     | Emrah Eren           |
| 45 | Turchia (bandiera) | C     | Gökhan Dincer        |
| 48 | Turchia (bandiera) | P     | Evren Özyiğit        |
| 80 | Brasile (bandiera) | A     | Bruno Mezenga        |
| 87 | Turchia (bandiera) | D     | Gökhan Dincer        |
| 88 | Turchia (bandiera) | D     | Hakan Ateş           |
| 90 | Turchia (bandiera) | P     | Bekir Öztürk         |
| 91 | Turchia (bandiera) | C     | Önder Akdağ          |
| 95 | Turchia (bandiera) | C     | Ahmet Cicek          |
|    | Turchia (bandiera) | D     | Ferhat Bıkmaz        |